# 植村勝明
植村 勝明（うえむら かつあき、1934年 - 2019年 ）は、日本の詩人。

## 来歴
熊本県生まれ。東京大学文学部卒。公務員、学校教員等を経る。

## 受賞歴
1989年「石を割る渇者」第三十一回熊日文学賞受賞

## 書籍

### 詩集
- 『オケアノスの食卓』（1988年、詩学社）
- 『石を割る渇者』（1989年、詩学社）
- 『ガラスの温度』（1991年、書肆山田）
- 『馬繫ぎの木』（1991年、沖積舎）
- 『スケッチブック』（1992年、本多企画）
- 『ゴジュウカラ』（1993年、燎原社）
- 『植物誌』（2011年、土曜美術社出版販売）
- 『王国記』（2012年、土曜美術社出版販売）
- 『クリスマスローズ』（2013年、砂子屋書房）
- 『セルペンティーナ／わがメルヘン』（2013年、土曜美術社出版販売）
- 『オフィーリアに舟を』（2014年、土曜美術社出版販売）
- 『そして現代』（2015年、土曜美術社出版販売）
- 『パンメトロン』（2015年、土曜美術社出版販売）
- 『雪降る日の紙漉きのように』（2017年、土曜美術社出版販売）
- 『ささやかなコギト』（2018年、土曜美術社出版販売）

### エッセイ
- 『物識り狂』（2002年、石風社）
- 『飲み過ぎ、アレクサンドロス』（2016年、土曜美術社出版販売）